# Beitragszeit
Die Beitragszeit ist eine rentenrechtliche Zeit in der deutschen gesetzlichen Rentenversicherung, für die ein Pflichtbeitrag oder ein freiwilliger Beitrag gezahlt worden ist oder für die ein Beitrag als gezahlt gilt (fiktive Beitragszeit, § 55 Sechstes Buch Sozialgesetzbuch (SGB VI).
Ein Versicherter muss eine bestimmte Anzahl von Beitragszeiten zurückgelegt haben, um überhaupt Leistungen der Rentenversicherung (Renten, Leistungen zu Teilhabe) beanspruchen zu können (Erfüllung der Wartezeit). Je höher die Beiträge sind und je mehr Beiträge gezahlt werden, desto höher ist die Rente.

## Legaldefinition
Das Gesetz regelt folgendermaßen (Auszug aus dem § 55 S (1) SGB VI):
(1) Beitragszeiten sind Zeiten, für die nach Bundesrecht Pflichtbeiträge (Pflichtbeitragszeiten) oder freiwillige Beiträge gezahlt worden sind. Pflichtbeitragszeiten sind auch Zeiten, für die Pflichtbeiträge nach besonderen Vorschriften als gezahlt gelten. Als Beitragszeiten gelten auch Zeiten, für die Entgeltpunkte gutgeschrieben worden sind, weil gleichzeitig Berücksichtigungszeiten wegen Kindererziehung oder Zeiten der Pflege eines pflegebedürftigen Kindes für mehrere Kinder vorliegen.
Beitragszeiten sind Zeiten, für die nach Bundesrecht Pflichtbeiträge oder freiwillige Beiträge zur gesetzlichen Rentenversicherung gezahlt worden sind. Als Zeiten mit Pflichtbeiträgen gelten auch Zeiten, für die Pflichtbeiträge als gezahlt gelten.
Hierzu zählen Zeiten mit vollwertigen Beiträgen, Pflichtbeitragszeiten (tatsächliche und fiktive), freiwilligen Beiträgen und die sogenannten beitragsgeminderten Zeiten.

## Voraussetzungen
Grundlegend ist, dass der Beitrag für eine Beitragszeit rechtmäßig und entrichtet sein muss. Kann der Versicherte nachweisen oder glaubhaft machen, dass eine Beitragsentrichtung ohne sein Wissen nicht erfolgt ist, obwohl sie laut Gesetz hätte erfolgen müssen, stellt der Rentenversicherungsträger diese Zeiten wieder her.

## Besonderheiten
- Für Zeiten des Wehr- und Zivildienstes werden Beiträge vom Bund an den Rentenversicherungsträger gezahlt.
- Für Zeiten der Kindererziehung gelten für Versicherte bei Geburten der Kinder vor 1992 30 Monate nach dem Geburtsmonat als Pflichtbeitragszeiten, für Geburten ab dem 1. Januar 1992 gelten 36 Monate nach dem Geburtsmonat als Pflichtbeitragszeiten. Hierbei handelt es sich um eine sog. fiktive Pflichtbeitragszeit.
- Scheidet ein Beamter, Richter oder Berufssoldat vor Erreichen eines Pensionsanspruches aus dem öffentlichen Dienst aus, so zahlt der Bund für diese Zeiten eine sogenannte Nachversicherung. Auch diese Zeiten gelten als vollwertige Beitragszeiten. Soldaten auf Zeit werden ebenfalls nach Dienstzeitende für die Dauer der Dienstzeit vom Bund nachversichert.
- Für Zeiten nach dem Fremdrentenrecht (FRG) gelten Beiträge für Zeiten im Herkunftsland, sofern sie nachgewiesen oder glaubhaft gemacht werden als Beitragszeiten.
- Durch Leistung von Zahlungen aus Schadensersatzansprüchen gegen einen Schädiger können vom Rentenversicherungsträger ebenfalls Beitragszeiten für einen geschädigten Versicherten begründet werden (sogenannte „regressierte Beiträge“).

Wenn auch nur für einen Tag eines Monats ein Beitrag gezahlt wurde, so gilt der ganze Kalendermonat als belegt und somit als Beitragszeit. Wird außerdem nur ein Monat innerhalb eines ganzen Jahres (vollwertig) gearbeitet, entsteht in diesem Jahr die sogenannte beitragsgeminderte Zeit.

## Auswirkungen
Beitragszeiten haben durch die Höhe ihrer zugrunde gelegten sozialversicherungspflichtigen Entgelte Einfluss auf die spätere Rentenanspruchshöhe eines Versicherten. Außerdem zählen sie als volle Monate bei der Erfüllung der Wartezeit für das Erreichen eines Anspruches auf Leistungen (Rehabilitation, Rente) aus der gesetzlichen Rentenversicherung.